# Gediminas af Litauen
Gediminas (ca. 1275 – vinteren 1341) var regent af Storfyrstendømmet Litauen fra 1316 til 1341. Han betragtes som grundlæggeren af storfyrstendømmet og udvidede området. Han fik ry for at være uforbederlig hedensk og modstod alle forsøg på at kristne landet, på trods af forsøg fra Pavens og andre kristne staters side.

## Gediminas' titel
Hans latinske titel var:
- Gedeminne Dei gratia Letwinorum et multorum Ruthenorum rex[1]

Som oversættes til:
- "Gediminas, af Guds nåde, konge for litauere og mange ruthenere"[1]

I hans breve til pavedømmet i 1322 og 1323, tilføjer han Princeps et Duke Semigallie (Prins og Fyrste af Semgallen). I moderne plattysk bliver han er nævnt som Köning van Lettowen, hvilket afspejler svarer til det latinske Rex Lethowye (både "Konge af Litauen"). Gediminas' ret til at bruge det latinske rex, som pavedømmet havde påberåbt sig ret til at tildele siden 1200-tallet, var kontroversielt i nogle katolske kilder. For eksempel blev han kaldt rex sive duke ("konge eller fyrste") af en kilde. Pave Johannes XXII henviser til Gediminas, i et brev til kongen af Frankrig, som "ham, som kalder sig selv rex", men paven kaldte Gediminas rex, når han henvendte sig til ham (regem sive ducem, "konge eller fyrste").

## Oprindelse
Han skulle, ifølge ældre historieskrivere, have været staldkarl hos Vytenis, storfyrsten af Litauen, men det er mere sandsynligt at han var Vytenis' yngre bror og søn af Butvydas en anden litauisk storfyrste. Under alle omstændigheder er påstanden om at han skulle være af Rurikslægten et senere falsum. Ifølge den nyeste forskning kan selv hans bedstefar ikke navngives med sikkerhed. Gediminas blev Storfyrste (litauisk: didysis kunigaikštis) af Litauen i 1316 i en alder af ca. 40 år og regerede i 25 år.

## Valg af religion
Gediminas arvede et stort territorium, som omfattede Det egentlige Litauen, Žemaitija, Novgorodok, Podlasie, Polotsk og Minsk, men territoriet blev angrebet af stærke, begærlige fjender, de farligste af dem var den Tyske Orden og den Liviske Orden. De systematiske angreb på Litauen som korsridderne gennemførte, under påskud af at ville kristne landet, havde for længst forenet alle litauiske stammer mod fjenden. Imidlertid var Gediminas mål ikke at gøre Litauen sikkert, men at skabe et mægtigt dynasti. Derfor indledte han diplomatiske forhandlinger med Pavestolen. I slutningen af 1322 sendte han breve til Johannes XXII, hvor han anmodede om pavens beskyttelse mod ordenens forfølgelser, informerede om de privilegier, der allerede er blev ydet til dominikanerne og franciskanerne i Litauen til forkyndelsen af Guds ord og anmodede paven om at sende legater, der kunne optage ham i kirken.
Ved modtagelsen af et positivt svar fra pavestolen, cirkulerede Gediminas et brev, dateret den 25. januar 1325, til de vigtigste hansestæder, hvori han tilbød fri adgang til sine landområder for mænd af enhver bestilling og erhverv: fra adel og riddere til jordbrugere. Indvandrerne kunne vælge deres egne bosættelser og styre efter egne love. Præster og munke blev også opfordret til at komme og bygge kirker i Vilnius og Novgorodok. I oktober 1323 var repræsentanter for ærkebiskoppen af Riga, biskoppen af Dorpat, kongen af Danmark, Dominikaner- og Franciskanerordnerne, og stormesteren for den Tyske Orden samlet i Vilnius, hvor Gediminas bekræftede sine løfter og forpligtede sig til at blive døbt så snart pavelige udsendinge ankom. En aftale blev derefter undertegnet, mellem Gediminas og de delegerede på hele den kristne verdens vegne, der bekræftede de lovede privilegier.
Gediminas hovedformål var at redde Litauen fra tyskernes ødelæggelser. Men han var stadig hedensk og regerende over hedenske lande. Han var lige så bundet til sine hedenske støtter i Žemaitija som sine ortodokse undersåtter i Hviderusland og sine katolske allierede i Masovien. Hans politik var derfor usikker og tvetydig og kunne meget let blive misforstået. Samtidigt var kristningen Litauen på ingen måde den Tyske Ordens ønske, og de brugte alle metoder for at forhindre Gediminas vidtrækkende planer.
Gediminas angreb på Dobrzyn, det seneste ridderangreb på polsk jord, gav ordenerne et skarpt våben mod ham. De preussiske biskopper, som havde tætte forbindelser til ordenen, stillede på en synode i Elbing spørgsmålstegn ved ærligheden af Gediminas breve og fordømte ham som en fjende af troen, hans ortodokse undersåtter bebrejdede ham for at tendere kætteri, mens de hedenske litauere beskyldte ham for at opgive de gamle guder. Gediminas viklede sig ud af sine vanskeligheder ved at afvise sine tidligere løfter, ved at nægte at modtage de pavelige udsendinge, der ankom til Riga i september 1323, og ved at udvise franciskanerne fra sine territorier. Disse tilsyneladende tilbageskridt var blot statsmandskunst i erkendelse af, at de hedenske elementer stadig var de stærkeste kræfter i Litauen og endnu ikke kunne undværes i de kommende kampe for storfyrstendømmet.
Samtidig informerede Gediminas, gennem sine ambassadører, de pavelige udsendinge i Riga, om at hans vanskelige stilling tvang ham for en tid til at udsætte sin urokkelige beslutning om at blive døbt. De pavelig udsendinge viste deres tillid til ham ved at forbyde nabostaterne at føre krig mod Litauen de næste fire år og ratificerede traktaten mellem Gediminas og ærkebiskoppen af Riga. Ikke desto mindre genoptog ordenen, uden hensyn til kirkens fordømmelse, krigen mod Gediminas i 1325. Gediminas havde imidlertid forbedret sin stilling gennem en alliance med Vladislav I Lokietek, konge af Polen, hvis søn Casimir III var blevet gift med Gediminas' datter Aldona.

### Rowells opfattelse
Historikeren Stephen Christopher Rowell har givet udtryk for et andet syn på Gediminas formodede ønske om at konvertere til kristendommen i bogen Lithuania Ascending: A Pagan Empire within East-Central Europe 1295-1345. Rowell mener, at Gediminas aldrig havde tænkt sig at blive kristen, da det ville have fornærmet de urokkeligt hedenske indbyggere i Žemaitija og Aukštaitija, kerneområderne i Litauen. Snarere var hans taktik at få støtte fra paven og andre katolske kræfter i konflikten med den Tyske Orden ved at give gunstige betingelser for katolikker, som levede i Litauen og fingere en personlig interesse for den kristne religion.
Rowell påpeger at formuleringen af brevet til Johannes XXII fra 1322 var forsætligt vagt, og at udtrykket "fidem catholicam recipere" kan fortolkes som at "acceptere katolicismen for ham selv", eller blot "velkomme den katolske tro til Litauen (dvs. tillade katolikker at praktisere deres religion der)". Som han siger på side 197 i sin bog:

Tvetydigheden i udtrykket "fidem recipere" er sikkert bevidst. Det giver indtryk af, at storfyrsten beder om dåb og faktisk er det betydningen. Men det er så vagt, at det simpelthen kan betyde, at katolikker var velkomne i Litauen. Det er den betydning Gediminas senere valgte tillægge sine breve.

Rowell viser også, at mens Gediminas lovede katolske præster indrejse i landet for at afholde gudtjenester for katoliker og tage midlertidigt ophold, straffede han hårdt ethvert forsøg på at konvertere hedenske litauere eller at fornærme deres hedenske religion. Således henrettede han to franciskanermunke fra Bøhmen, som var gået ud over bemyndigelserne og offentligt havde prædiket mod den litauiske religion. Gediminas beordrede dem til at afsværge kristendommen, og da de nægtede, blev de henrettet. Yderligere fem munke blev henrettet i 1369 for den samme forseelse.
Rowell beskriver kremering af Gediminas i 1342 som en fuldt hedensk ceremoni, herunder menneskeofringer, med en favorittjener og flere tyske brændt på bålet med liget. Kendsgerninger viser, at Gediminas forblev tro mod sin litauiske religion, og at hans påståede interesse for katolicismen simpelthen var et kneb for at skaffe sig allierede mod den Tyske Orden.
Rowell påpeger, at Tempelridderordenen kun to årtier tidligere var blevet undertrykt af kong Philip IV af Frankrig med støtte fra pave Clemens V, og at Philip IV havde tilskyndet Gediminas og andre fjender af den Tyske Orden (blandt andet kongen af Polen og ærkebiskoppen af Riga) til at tro, at en lignende undertrykkelse af den Tyske Orden kunne gennemføres med pavens velsignelse. Rowell mener at brevet fra 1322 skal ses i denne politiske sammenhæng.

## Familietræ

### Grafisk præsentation
| |                             |  |                                     |                                     |  |                                       |                                       |  |                                  | Skalmantas?                      |  |  |                                             |                                             |  |                                             |                                             |  |                                                      |                                                      |  |                                            |                                            |
| |                             |  |                                     |                                     |  |                                       |                                       |  |                                  |                                  |  |  |                                             |                                             |  |                                             |                                             |  |                                                      |                                                      |  |                                            |                                            |
| |                             |  |                                     |                                     |  |                                       |                                       |  |                                  |                                  |  |  |                                             |                                             |  |                                             |                                             |  |                                                      |                                                      |  |                                            |                                            |
| |                             |  |                                     |                                     |  |                                       |                                       |  | Butegeidis Storfyrste af Litauen | Butegeidis Storfyrste af Litauen |  |  | Butvydas? Storfyrste af Litauen             | Butvydas? Storfyrste af Litauen             |  |                                             |                                             |  |                                                      |                                                      |  |                                            |                                            |
| |                             |  |                                     |                                     |  |                                       |                                       |  |                                  |                                  |  |  |                                             |                                             |  |                                             |                                             |  |                                                      |                                                      |  |                                            |                                            |
| |                             |  |                                     |                                     |  |                                       |                                       |  |                                  |                                  |  |  |                                             |                                             |  |                                             |                                             |  |                                                      |                                                      |  |                                            |                                            |
| |                             |  |                                     |                                     |  |                                       |                                       |  |                                  |                                  |  |  |                                             |                                             |  |                                             |                                             |  |                                                      |                                                      |  |                                            |                                            |
| |                             |  | Fiodor* Fyrste af Kiev              | Fiodor* Fyrste af Kiev              |  | Vainius Fyrste af Polotsk             | Vainius Fyrste af Polotsk             |  | Vytenis Storfyrste af Litauen    | Vytenis Storfyrste af Litauen    |  |  | Gediminas Storfyrste af Litauen             | Gediminas Storfyrste af Litauen             |  | Margiris? Fyrste af Žemaitija               | Margiris? Fyrste af Žemaitija               |  | NN datter?                                           | NN datter?                                           |  |                                            |                                            |
| |                             |  |                                     |                                     |  |                                       |                                       |  |                                  |                                  |  |  |                                             |                                             |  |                                             |                                             |  |                                                      |                                                      |  |                                            |                                            |
| |                             |  |                                     |                                     |  | Liubka                                | Liubka                                |  | Žvelgaitis                       | Žvelgaitis                       |  |  |                                             |                                             |  | NN søn                                      | NN søn                                      |  |                                                      |                                                      |  |                                            |                                            |
| |                             |  |                                     |                                     |  |                                       |                                       |  |                                  |                                  |  |  |                                             |                                             |  |                                             |                                             |  |                                                      |                                                      |  |                                            |                                            |
| |                             |  |                                     |                                     |  |                                       |                                       |  |                                  |                                  |  |  |                                             |                                             |  |                                             |                                             |  |                                                      |                                                      |  |                                            |                                            |
| |                             |  | Maria* Fyrstinde af Tver            | Maria* Fyrstinde af Tver            |  | Aldona Døbt: Ona Dronning af Polen    | Aldona Døbt: Ona Dronning af Polen    |  | Elzbieta* Fyrstinde af Płock     | Elzbieta* Fyrstinde af Płock     |  |  | Eufemija Døbt: Marija Fyrstinde af Galicien | Eufemija Døbt: Marija Fyrstinde af Galicien |  | Aigusta Døbt: Anastasia Fyrstinde af Moskva | Aigusta Døbt: Anastasia Fyrstinde af Moskva |  | NN datter? Fyrstinde af Pskov? Fyrstinde af Kozelsk? | NN datter? Fyrstinde af Pskov? Fyrstinde af Kozelsk? |  |                                            |                                            |
| |                             |  |                                     |                                     |  |                                       |                                       |  |                                  |                                  |  |  |                                             |                                             |  |                                             |                                             |  |                                                      |                                                      |  |                                            |                                            |
| |                             |  |                                     |                                     |  | 2 døtre                               | 2 døtre                               |  | 2 børn                           | 2 børn                           |  |  |                                             |                                             |  | 3 børn                                      | 3 børn                                      |  |                                                      |                                                      |  |                                            |                                            |
| |                             |  |                                     |                                     |  |                                       |                                       |  |                                  |                                  |  |  |                                             |                                             |  |                                             |                                             |  |                                                      |                                                      |  |                                            |                                            |
| |                             |  |                                     |                                     |  |                                       |                                       |  |                                  |                                  |  |  |                                             |                                             |  |                                             |                                             |  |                                                      |                                                      |  |                                            |                                            |
| Vytautas? Fyrste af Trakai? | Vytautas? Fyrste af Trakai? |  | Manvydas Prins of Slonim og Kernavė | Manvydas Prins of Slonim og Kernavė |  | Narimantas Døbt: Gleb Fyrste af Pinsk | Narimantas Døbt: Gleb Fyrste af Pinsk |  | Algirdas Storfyrste af Litauen   | Algirdas Storfyrste af Litauen   |  |  | Kęstutis Storfyrste af Litauen              | Kęstutis Storfyrste af Litauen              |  | Jaunutis Døbt: Ivan Storfyrste af Litauen   | Jaunutis Døbt: Ivan Storfyrste af Litauen   |  | Karijotas Døbt: Mikhail Fyrste af Navahrudak         | Karijotas Døbt: Mikhail Fyrste af Navahrudak         |  | Liubartas Døbt: Dymitr Fyrste af Volhynien | Liubartas Døbt: Dymitr Fyrste af Volhynien |
| |                             |  |                                     |                                     |  |                                       |                                       |  |                                  |                                  |  |  |                                             |                                             |  |                                             |                                             |  |                                                      |                                                      |  |                                            |                                            |
| 1 søn | 1 søn                       |  |                                     |                                     |  | 3, 4, eller 5 sønner                  | 3, 4, eller 5 sønner                  |  | 22 børn                          | 22 børn                          |  |  | 7 eller 8 børn                              | 7 eller 8 børn                              |  | 2 sønner                                    | 2 sønner                                    |  | 4 til 10 børn                                        | 4 til 10 børn                                        |  | 3 sønner                                   | 3 sønner                                   |
| * Hedensk navn ukendt; Kristent (døbt) navn opgivet Hoved kilder: - Nikžentaitis, Alvydas (1989). Gediminas. Vilnius: Vyriausioji enciklopedijų redakcija. s. 7-16. (litauisk) - Rowell, S. C. (1994). Lithuania Ascending: A Pagan Empire Within East-Central Europe, 1295–1345. Cambridge Studies in Medieval Life and Thought: Fourth Series. Cambridge University Press. s. xxxii-xxxviii. ISBN 9780521450119. (engelsk) |                             |  |                                     |                                     |  |                                       |                                       |  |                                  |                                  |  |  |                                             |                                             |  |                                             |                                             |  |                                                      |                                                      |  |                                            |                                            |